# 'Ndrina Gallace
La 'ndrina Gallace è una potente cosca malavitosa o 'ndrina originaria di Guardavalle, che negli ultimi 50 anni ha esteso le sue attività a Livorno in Toscana (dagli anni '90), a Nettuno, nel Lazio (Operazione Appia e Mithos del 2005) dove nel 2022 è stato ritrovato il latitante Antonio Gallace, nel quartiere San Basilio a Roma, in Lombardia tra Arluno, Sedriano e Vittuone (Operazione Area 51 del 2017) e negli ultimi 5 anni in Valdarno in Toscana.
Sono tra i maggiori alleati dei Farao-Marincola e delle 'ndrine sanlucote. Sono alleate dei Leuzzi di Stignano e dei Ruga di Monasterace.
Una delle loro attività principale come testimoniato dalle ultime operazioni di contrasto delle forze dell'ordine è il traffico internazionale di droga che li ha coinvolti tra Barcellona, Francoforte e i Paesi Bassi.
Svolgono anche attività di truffa, usura ed estorsione

## Storia

### Anni '50 e '60 - Le origini
La cosca si originò negli anni '50 a Guardavalle, dove l'attività principale era la partecipazione negli appalti forestali, unico affare davvero lucroso nell'area. Questa mancanza di risorse divenne sempre più un grattacapo, per via delle sempre più affamate cosche locali.

### Anni '70 - Faida con i Randazzo e faida dei boschi
A Capodanno del 1974 Francesco e Domenico Randazzo vengono uccisi da esponenti dei Tedesco vicini ai Gallace.
Nunziato Randazzo il giorno dopo si vendica ed uccide l'undicenne Rocco Gallace.
Nel 1977 la tensione sale di nuovo tra le cosche esplose in un conflitto: la "faida dei boschi", che vedeva da una parte la 'ndrina Vallelunga capeggiata da Bruno Vallelunga, dall'altra Nazzareno Salvatore Emanuele, legato alla 'ndrina dei Loielo, per cui parteggiavano i Gallace.
Terminata la guerra, i Vallelunga divennero la cosca egemone nelle Serre calabresi, tanto da mettere le mani sulle nuove attività redditizie: appalti nelle grandi città calabresi, narcotraffico e sequestri di persona. I Gallace anche intesserranno alleanze con i Leuzzi di Stignano, i Ruga di Monasteraace e i Farao-Marincola di Crotone.

### Anni '90 - Strage di Guardavalle
Il 13 novembre 1995 viene arrestato dai Carabinieri, a Santa Caterina dello Ionio, il latitante Pasquale Fraietta, ritenuto esponente di spicco della cosca.
Il 12 marzo 1997 viene arrestato dai Carabinieri, a Guardavalle, il latitante Nicola Vitale.
Il 2 luglio 1997 viene arrestato dai Carabinieri, a Stilo, il latitante Agazio Gallace.

### Anni 2000 - Ascesa e declino di Carmelo Novella e le operazioni Appia e Mythos a Nettuno
Carmelo Novella fece da paciere tra i Gallace e i Crea di Siderno invocando l'aiuto di Antonio Pelle. Novella è stato a capo della 'ndrangheta in Lombardia e grazie a questo suo ruolo aveva avanzato idee autonomistiche rispetto al vertice che si trova in provincia di Reggio Calabria (infatti Novella conferiva gradi mafiosi e faceva aprire nuovi locali di 'ndrangheta anche senza il consenso della provincia reggina) per meglio gestire i grossi traffici leciti e illeciti della ricca regione del Nord Italia; Ma la 'ndrangheta reggina si oppose a tale prospettiva (per evitare perdita di potere e denaro a favore delle cosche che avrebbero seguito Novella) e primo isolò il boss e poi lo uccise il 14 luglio 2008 in un bar a San Vittore Olona ponendo fine alle voglie d'indipendenza dalla casa madre.
Carmelo Novella fu arrestato nel 2005, in seguito all'operazione Mythos, e tornato libero nel 2007. Fu ucciso da Michael Panajia e Antonino Belnome (poi pentito)  con due revolver calibro 38 il 14 luglio 2008, in un bar di San Vittore Olona, dove risiedeva.Il mandate è Vincenzo Gallace.
Il 22 settembre 2005 con le operazioni Appia e Mythos, viene eseguita dalla DDA di Roma e Catanzaro contro una locale dei Gallace-Novella a Nettuno per infiltrazioni nell'edilizia e nell'urbanistica. L'operazione successivamente porterà allo scioglimento del comune nel novembre dello stesso anno.
Il 23 aprile 2008 vengono sequestrati beni ai Novella del valore di 5 milioni di euro.
Il 13 luglio 2010 si scopre che fu ucciso per ordine del capo-crimine Domenico Oppedisano poiché voleva staccarsi dalle 'ndrine calabresi e gestire più autonomamente la struttura creata al nord denominata Lombardia, una federazione delle cosche settentrionali.
A gestire gli affari in Lombardia per i Gallace ci sarà Francesco Riitano che già nel 2016 riesce a raccogliere insieme ad altre famiglei calabresi oltre 1.000.000 di euro per l'acquisto di droga

### Anni 2010 - L'arresto di Antonio Gallace e la condanna all'ergastolo di Vincenzo Gallace
Il 14 giugno 2013 a Roma vengono effettuati 23 arresti riconducili al gruppo romano dei Romagnoli legata ai Gallace, importavano cocaina dall'America meridionale attraverso l'aeroporto di Fiumicino o dalla Calabria. Spacciavano nelle zone di Casilino-Torre Maura, San Basilio, Prenestino, Magliana-Portuense, Acilia, Velletri e in località del litorale laziale.
Il 3 luglio 2013, durante l'operazione Itaca-Freeboat vengono arrestate 25 persone di cui alcune affiliate alla cosca Gallace e ad altre, tra cui imprenditori e professionisti, fiancheggiatori di essa, sarebbe coinvolto anche il sindaco di Badolato poi assolto. Le accuse sono di estorsione, associazione mafiosa, usura e spaccio di droga.
Per la prima volta, nel 2013, viene riconosciuto l'esistenza di un clan di 'ndrangheta nel Lazio da una sentenza in primo grado.
Il 22 ottobre 2013 vengono condannati in primo grado membri dei Gallace con un totale di 190 anni di carcere.
Tra gli arrestati anche Vincenzo Vitale detto "U manganaru", la persona che avrebbe gestito le relazioni nell'area di Guardavalle e con le famiglie dell'alto ionio reggino: Leuzzi di Stignano e Ruga di Monasterace.
Micheal Panajia, come il collaboratore Antonio Belnome conferma l'egemonia e l'alleanza criminale dei Ruga-Leuzzi-Gallace sui territori di Monasterace, Stignano e Guardavalle.
Il 20 aprile 2015, al processo Mythos di Velletri, depone il pentito Antonino Belnome, uno dei killer di Carmelo Novella.
L'altro killer era Michael Panajia del Locale di Seregno coinvolto da Vincenzo Gallace, Cosimo Leuzzi (capo locale di Stignano) e Andrea Ruga (Capo locale di Monasterace) come stabilito il 12 gennaio 2015 dal giudice preliminare Andrea Ghinetti.
Il 9 marzo 2016 i Grupo de Localizaciòn de Fugitivos arrestano all'Aeroporto di Valencia in Spagna, Antonio Gallace, latitante da 4 anni.
Il 24 maggio 2017 si conclude l'operazione Area 51 che porta all'arresto di 21 persone, di cui presunti esponenti di 'ndrangheta dei Gallace che avevano base logistica ad Arluno, in provincia di Milano da cui, almeno dal 2013, avrebbero organizzato traffici internazionali di cocaina con alcuni colombiani rifornendo in particolare la città stessa di Arluno, Sedriano e Vittuone. Il rapporto tra i Gallace di Guardavalle (CZ) e Arluno sarebbe stato gestito da Raffaele Procopio mentre il gruppo era guidato da Francesco Riitano, cugino di primo grado di Vincenzo Gallace (in carcere). Gli accordi, lo scambio di denaro avveniva a Barcellona e a Hofheim am Taunus (Francoforte).
Infine all'aeroporto di Milano-Malpensa due tecnici che si stavano apprestando a studiare le carlinghe degli aerei per poter all'interno nascondere lo stupefacente.
Il 27 gennaio 2018 viene notificata un ordine di custodia cautelare al già arrestato Edoardo Novella, figlio dell'ex boss Carmelo, a seguito delle operazioni Linfa e Kerina 2 che avevano già portato all'arresto di 13 persone per traffico di droga. A seguito dell'operazione il 10 marzo 2018 vengono arrestati Francesco Cicino e Vincenzo Montemurro rei di aver tentato un'estorsione nei confronti di Edoardo Novella, il quale sarebbe anche stato aggredito alla Tremont Car di Legnano (MI).
Il 27 febbraio 2018 la corte d'appello di Reggio Calabria nel processo Confine conferma la condanna all'ergastolo per Vincenzo Gallace.
Il 26 aprile 2018 si esegue un sequestro tra la Calabria (Montepaone, Satriano, Davoli e Taverna) e Roma nei confronti di una persona affiliata ai Gallace già perseguita a luglio 2013 nell'operazione Itaca-Freeboat.
Il 9 ottobre 2018 al tribunale penale federale di Bellinzona comincia il processo contro Cosimo Leotta residente a Bienne, e facente parte del locale di Giussano in Lombardia, nonché tramite dei Novella di Guardavalle in Lombardia e Svizzera, sotto il comando di Antonino Belnome. In Svizzera, in particolare a Frieswil e Kappelen si sarebbe occupato della sorveglianza di coltivazioni di canapa. Sarebbe stato anche un tramite di Andrea Ruga, Vincenzo Gallace e Cosimo Leuzzi. Già nel 2002 avrebbe avviato un piccolo traffico di armi tra Guardavalle e la confederazione elvetica su consiglio del capo di 'ndrangheta di Monasterace Andrea Ruga. Infine avrebbe anche gestito il Night club "Magic" di Borgaro Torinese per conto di Aldo Cosimo e Adolfo Crea. Il 27 novembre 2018 il Tribunale penale federale di Bellinzona lo ha condannato a 3 anni e 8 mesi di carcere, colpevole di aver partecipato, dal 2003 al 2011, alle attività delle locali di Giussano e Seregno in Lombardia ed essere stato coinvolto in un traffico di armi per predette locali.

### 2020 - Lo smaltimento illegale di rifiuti in Toscana e l'arresto di Cosimo Damiano Gallace
Il 5 febbraio 2021 si conclude l'operazione Makina che blocca un traffico internazionale di droga con base a Montecchio Maggiore nel vicentino in cui è coinvolto Francesco Riitano. L'indagine nacque a seguito di una segnalazione alla DDA di Venezia della polizia croata del ritrovamento nel porto di Fiume di un container con all'interno 480 kg di cocaina proveniente dal Perù con destinazione Trieste

Il 15 aprile 2021 ci conclude l'operazione Molo 13 della Guardia di Finanza di Catanzaro e dallo Scico di Roma portando all'arresto 20 persone riconducibili ad un traffico internazionale di droga gestito dai Gallace. La droga proveniva da Colombia e Brasile e veniva venduta in Spagna, Paesi Bassi, Regno Unito e Slovenia in Europa e anche in Nuova Zelanda e Australia.. Il 12 febbraio 2025 le pene degli imputati vengono ridotte in appello.
Il 15 aprile 2021 si conclude l'operazione Keu della DDA di Firenze che porta all'arresto di 23 persone di cui 6 in Provincia di Arezzo accusate a vario titolo di inquinamento ambientale , traffico illecito di rifuti, traffico internazionale di droga e associazione mafiosa. Lo smaltimento sarebbe avvenuto a Bucine dove viveva un referente dei Gallace coinvolgendo una impresa di Vicchio
L'indagine partì dal ritrovamento di 191 kg di cocaina sul lungomare di Livorno nel 2019 appartenenti al latitante Francesco Riitano.
Il 7 ottobre 2021 viene arrestato in un bunker a Isca sullo Ionio il presunto boss Cosimo Damiano Gallace condannato dalla Corte d'Appello di Roma a 14 anni di carcere per associazione mafiosa e traffico di stupefacenti. Fece parte della "strage di Guardavalle"
Il 26 marzo 2022 si conclude una operazione della DDA di Firenze indagato 13 persone tra cui presunti membri dei Gallace e imprenditori della Provincia di Arezzo e un ex dipendente Genio Civile del Valdarno Superiore accusati a vario titolo di associazione mafiosa, estorsione, corruzione e spaccio di droga
Il 21 luglio 2022 viene arrestato dai carabinieri, a Nettuno, il latitante Antonio Gallace, condannato a 20 anni nel processo Appia.
Il 24 novembre 2022 si conclude un nuovo filone dell'operazione Keu contro due aziende della Provincia di Arezzo che smaltivano illegamente rifiuti pericolosi del settore aureo e argentifero in un impianto a Bucine.

## Territorio
Nata negli anni '50 a Guardavalle, in seguito alla Faida dei boschi, divennero la cosca egemone sulle Serre calabresi, posero alcune teste di ponte nel Lazio, avviando attività criminali e non in tutto il litorale. Al Nord, invece, riuscirono ad espandersi grazie a 'ndranghetisti lungimiranti, come Carmelo Novella, che gestivano stupefacenti, estorsioni, appalti, usura e riciclaggio di denaro.
Sulla costa laziale, ad Anzio e Nettuno, hanno molti interessi in attività commerciali e criminali, seppur diminuiti in seguito alle operazioni delle forze dell'ordine.
Sono presenti anche nelle grandi città come Milano, Legnano, Como e Torino e in Toscana.
Il radicamento a Nettuno, in provincia di Roma, iniziò negli anni '70, quando la città era uno snodo per il narcotraffico.
Dal 2008 sono stati coinvolti in una faida di 'ndrangheta contro le 'ndrine dei Vallelunga-Sia-Procopio. La faida per il controllo del territorio e delle varie attività lecite e illecite insistenti su esso si è conclusa con i numerosi arresti dei carabinieri avvenuti nel 2012.

## Esponenti di spicco
- Vincenzo "Cenzo" Gallace — capobastone in carcere, condannato a 16 anni per associazione mafiosa e omicidio, e condannato all'ergastolo per essere il mandante dell'omicidio del boss Carmelo Novella a San Vittore Olona nel 2008[23]. Il 27 febbraio 2018 viene confermata in appello la sua condanna all'ergastolo[35].
- Cosimo Gallace - detto Cosimino, figlio di Vincenzo Cenzo Gallace (cosca Gallace-Gallelli operante tra Guardavalle e Badolato), arrestato nell'operazione Itaca-Freeboat per fatti successi dal 2007 a oggi: traffico e possesso di sostanze stupefacenti.
- Cosimo Damiano Gallace (1961), presunto capo della consorteria (2021), partecipa alla strage di Guardavalle del 1991 per cui viene condannato a 20 anni di carcere. Esce nel 2014. Dal 25 novembre 2020 è ricercato per associazione mafiosa e traffico di stupefacenti. Viene trovato in un bunker di Isca sullo Ionio, insieme alla compagna e al figlio di lei, il 7 ottobre 2021[46][47][48].
- Carmelo "Nuzzo" Novella (Guardavalle 1950 - San Vittore Olona 2008) — capo-locale di Guardavalle e di Legnano. Fu arrestato nel 2005 (Operazione Myhtos) e scarcerato il 15 agosto 2007. Fu ucciso il 14 luglio 2008, quando era ancora Responsabile Generale della Lombardia[12][13]. Fu paciere tra i Gallace e i Crea di Siderno invocando l'aiuto di Antonio Pelle[2].
- Antonino Belnome(Giussano 1972) detto  "u fagiolino" di discendenza siculo-calabrese — comincia nella 'ndrina di Andrea Ruga per diventare capo-locale di Seregno-Giussano nel 2008[55] con la dote di padrino, viene arrestato nel 2010[55] nell'operazione "infinito" e diventa pentito nell'omonimo processo a Milano[55][56]. Nel 2022 esce Il padrino e lo scrittore un documentario a lui dedicato del regista Marco Tagliabue[57]. Nel 2024 esce un podcast dedicato a lui:  “La voce del Padrino – Come nasce un boss lombardo”[58].
- Giuseppe Todaro — fedelissimo di Cenzo Gallace, scomparso di lupara bianca nel 2010. Dopo la sua morte, fu ucciso anche il probabile mandante Vittorio Sia[56].
- Antonio Gallace, detto Lupo della Barbagia, uomo di spicco del locale di Ariola di Gerocarne[59].